# Иннокентий (Винницкий)
Иннокентий Ви́нницкий (пол. Innocenty Winnicki) — епископ Перемышльский и Самборский.
О детстве и мирской жизни Иннокентия сведений практически не сохранилось, да и прочие биографические сведения о нём очень скудны и отрывочны; известно, что в качестве наречённого православного епископа Перемышльского Иннокентий Винницкий присутствовал на Люблинском съезде, созванном Яном Собеским для примирения православных с униатами в 1680 году; когда этот съезд не привёл ни к каким результатам, он вместе с Иосифом Шумлянским, епископом Львовским, прибыл в Варшаву и здесь (в 1681 году) перед папским нунцием принял унию.
Впрочем, сам Иннокентий Винницкий скрывал свой переход в униатство от православных, стараясь созвать новый съезд для примирения упомянутых христианских религиозных течений между собой; но тем не менее православные его не признавали; униаты, напротив, всячески старались вознаградить его архимандриями и имениями.
По смерти перемышльского униатского епископа Малаховского (1694) Иннокентий Винницкий некоторое время занимал его кафедру.